# Antonio Pérez (Benediktiner)
Antonio Pérez OSB (* 2. Mai 1559 in Santo Domingo de Silos; † 1. Mai 1637 in Madrid) war ein spanischer Benediktiner, Theologe und Bischof.

## Leben
Pérez trat 1578 in den Benediktinerorden ein und erhielt seine Ausbildung in den Abteien Silos, Oña (Burgos) und Salamanca. Anschließend lehrte er Theologie in der Abtei San Vicente in Salamanca; von 1604 bis 1607 war er der Abt dieser Abtei. Von 1607 bis 1610 fungierte er als Generalabt der Benediktinerkongregation von Valladolid, von 1617 bis 1621 und von 1625 bis 1627 war er Abt von San Martín in Madrid.
Im Jahr 1627 wurde er Bischof von Urgell, vom 21. Februar 1633 bis zum 28. November 1633 war er Bischof von Lérida und ab 1634 Erzbischof von Tarragona. 1637 wurde er zum Bischof von Ávila ernannt. Jedoch starb er, bevor er in sein Amt eingeführt wurde.